# Stenovalva disclusa
Stenovalva disclusa är en fjärilsart som beskrevs av Edward Meyrick 1923. Stenovalva disclusa ingår i släktet Stenovalva och familjen stävmalar. Inga underarter finns listade i Catalogue of Life.